# FAW Haima Automobile Company

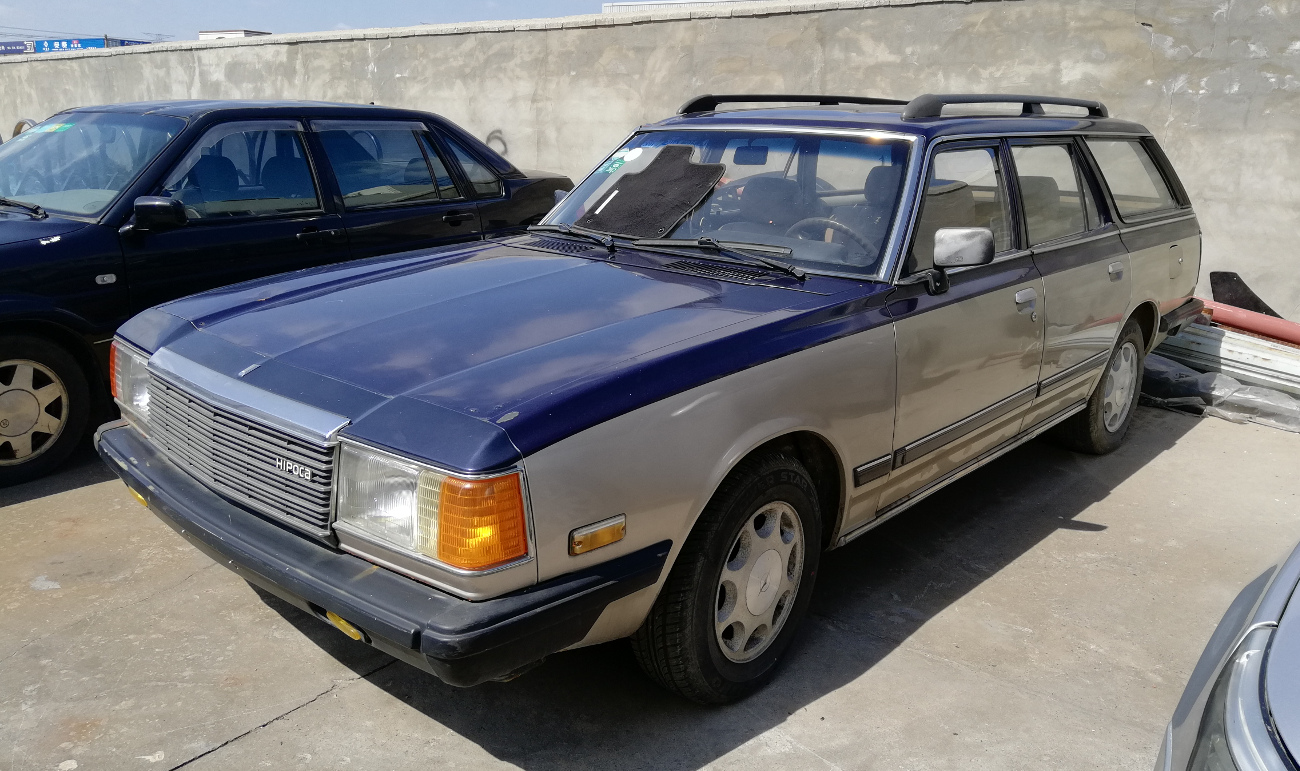
Hainan Mazda HMC6470

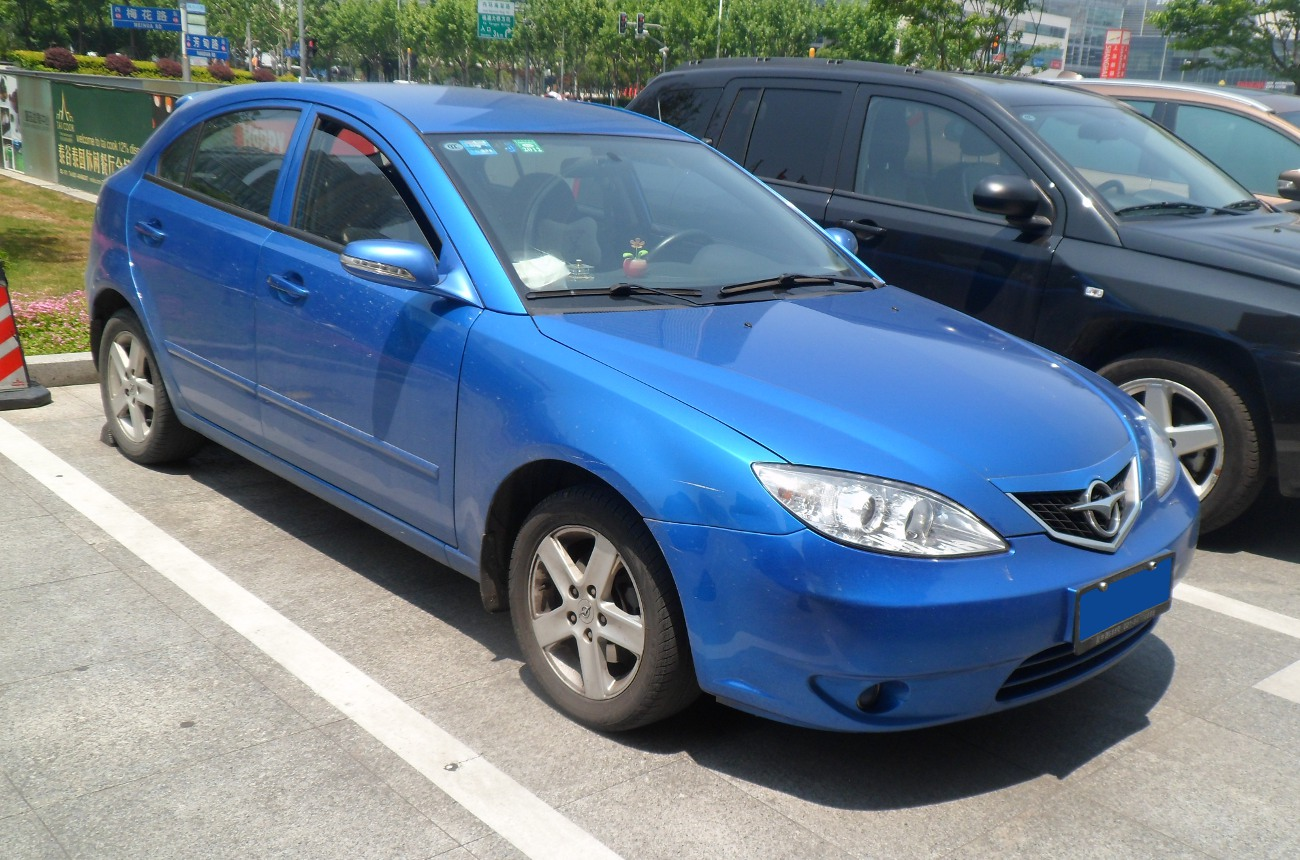
Haima 3

FAW Haima Automobile Company ist ein Hersteller von Automobilen aus der Volksrepublik China.

## Unternehmensgeschichte
Hainan Auto Stamping Factory wurde spätestens 1989 gegründet. Eine Quelle gibt 1988 an. Ähnliche überlieferte Firmierungen sind Hainan Motor Stamping Plant und Hainan Automobile Stamping Parts Factory. Der Sitz ist in Haikou. Zunächst war es als Automobilzulieferer tätig. 1988 wurden Fabrikeinrichtungen von Ford Philippines übernommen, um selber Fahrzeuge herzustellen.
1989 kam es zu einer Kooperation zwischen diesem Unternehmen und der Regierung der Provinz Hainan. Infolgedessen kam es zur Umfirmierung in Hainan Automobile Works. Es gibt auch die Kurzform Hainan Auto Works sowie die Firmierung Hainan Automobile Manufacturing Factory. Entweder 1988, 1990 oder 1991 begann die Produktion von Automobilen. Der Markenname lautete Hainan. Es bestand eine Verbindung mit Mazda.
Eine Quelle gibt für September 1990 die Firmierung Hainan Motor Works an.
Im Februar 1992 kam es zu einem Joint Venture mit Mazda. Daraufhin wurde das bisherige Unternehmen in Hainan Mazda Motor Company umbenannt. Eine Quelle gibt an, dass Hainan 75 % hielt und die beiden japanischen Partner Mazda und Itochu die restlichen 25 %. Als Problem stellte sich heraus, dass Neuwagen nur in der Provinz Hainan zugelassen werden durften.
1997 kam es zu einer Vereinbarung zwischen der China FAW Group und der Provinzregion von Hainan. Daraufhin kaufte 1998 FAW das Unternehmen auf und benannte es in FAW Hainan Auto Works um.
Abweichende Firmierungen sind FAW Hainan Motor und FAW Hainan Automobile
Nun durften die Fahrzeuge landesweit vertrieben werden.
Außerdem existiert daneben noch die Hainan Automobile Group. Denn diese Gruppe schloss 2004 zusammen mit FAW und Hainans Regierung eine neue Vereinbarung ab. Nun hielten die Gruppe und FAW jeweils 49 % der Anteile und die Provinzregierung die restlichen 2 %. Auch in diesem Zusammenhang kam es wieder zu einer Umfirmierung. Das neue Unternehmen heißt FAW Haima Automobile Company. Das Ziel war unter anderem, die Verbindung mit Mazda zu erhalten.
2006 musste Mazda die Kooperation aufgeben, denn die chinesische Regierung erlaubte Mazda nur zwei inländische Partner, Mazda hatte aber mit Chongqing Changan Automobile Company, FAW und Hainan drei. Seitdem werden die Fahrzeuge als Haima verkauft.

## Fahrzeuge

### Marke Hainan
Erstes Modell war der HX 7080, bei dem eine Verbindung zu Huaxing Automobile Group bestand.
Der HMC 6470 erschien 1992. Dieser Kombi basierte auf dem Mazda 929. Ein Motor mit 1970 cm³ Hubraum trieb die Fahrzeuge an.
Der HMC 6430 war ein Mazda 323 als Limousine mit einem Motor mit 1600 cm³ Hubraum.
Der HMC 6450 entsprach dem Mazda MPV. Ein V6-Motor mit 3000 cm³ Hubraum trieb die Fahrzeuge an. Der HMC 6472 war die Ausführung mit längerem Radstand.